# Cotinus szechuanensis
Cotinus szechuanensis — вид квіткових рослин з родини фісташкові (Anacardiaceae). Поширення: Китай (пн.-зх. Сичуань). Населяє пагорбисті зарості та луки; на висотах 800–1900 метрів.

## Біоморфологічна характеристика
Це кущ заввишки 2–5 метрів. Ніжка листка тонка, 1–3 см, гола; листова пластинка майже кругла або широкояйцеподібна, 2–6 × 2–5 см, зверху гола, знизу з пучками волосків у пазухах жилок, основа закруглена, верхівка закруглена, рідко злегка втягнута або загострена, бічні жилки помітні. Суцвіття волотисте, верхівкове, з тонкими гілочками, голе. Чашечка гола, частки овально-трикутні, ≈ 1 мм. Пелюстки довгасто-еліптичні, ≈ 1.5 мм, голі. Кістянка ниркоподібна, ≈ 4.5 × 3 мм, гола, зморшкувата. Цвітіння: травень; плодіння: жовтень.